# Artur Phleps
Artur Martin Phleps (n. 29 noiembrie 1881, Biertan, comitatul Târnava Mare, Austro-Ungaria – d. 21 septembrie 1944, Șimand, Arad) a fost ofițer în armata imperială și regală austro-ungară, apoi instructor la Academia Militară Regală a României. Ulterior a devenit general-locotenent, comandant al trupelor de vânători de munte ale Regatului României. După intrarea României în război de partea Germaniei Naziste s-a transferat la Waffen-SS, unde a devenit comandantul Diviziei nr. 7 Prinz Eugen. A fost capturat de sovietici și executat lângă Arad.

## Originea și studiile
A fost fiul medicului Gustav Phleps și al soției acestuia, Sofie, născută Stolz. Medicul Gustav Phleps se stabilise în Transilvania venind din Silezia austriacă.
După ce a absolvit școala la Sibiu a urmat cursurile Academiei Militare Imperiale din Pressburg (Bratislava).

## Cariera militară
După absolvire a devenit ofițer în Armata Comună și în timpul Primului Război Mondial a luptat pe frontul din Galiția, la sfârșitul războiului ajungând la gradul de locotenent-colonel.
După terminarea războiului și destrămarea Austro-Ungariei s-a reîntors în locurile natale și a devenit ofițer în armata română. La început a fost instructor la Academia Tehnică Militară din București și mai apoi, având gradul de general-locotenent, a devenit comandantul trupelor de vânători de munte, transformându-le într-o armă modernă, elită a armatei române. De menționat că arma vânători de munte exista din 1917 în armata română, dar nu era o armă cu performanțe deosebite ca organizare și doctrină de luptă. Cel care a organizat-o și pregătit-o ca o armă de elită a fost Artur Phelps.
În 1940 a fost trecut în rezervă după ce a criticat corupția de la vârful armatei. În 1941 a părăsit armata română pentru a se înrola în forțele germane. Devine membru al Waffen-SS, fiind comandantul Diviziei 7 SS Prinz Eugen, formată din voluntari etnici germani din Serbia, Bulgaria, Croația și România și al Corpului 5 SS Vânători de munte (nou format). Divizia aflată sub comanda sa a fost acuzată de multe crime de război în Serbia în războiul anti-partizani pe care l-a dus. În septembrie 1944 a fost trimis în vestul României pentru a evalua situația retragerii forțelor armate germane din România în urma ieșirii României din alianța cu Germania. A fost capturat de armata sovietică la 21 septembrie 1944 la Șimand, lângă Arad, unde a fost executat.

## Decorații
- Ordinul Steaua României
  - 12 martie 1920[3]
  - 28 februarie 1933[3]
- Ordinul Coroana României
  - Comandor, la 1 ianuarie 1927[3]
  - Mare Cruce, la 10 mai 1939[3]
- Crucea de Fier
  - Cavaler, la 4 iulie 1943[4]